# マル語
マル語 (Mal language) は、ラオスの少数言語で、マル族固有の言語である。
別名ティン語 (Htin, Thin, Tin, T’in)・カティン語 (Khatin)（カチン語とは異なる）。
主にラオス、一部がタイ北部で話される。